# 野田智裕
野田 智裕（のだ ちひろ、1988年8月17日 - ）は、熊本県合志市出身の元サッカー選手。ポジションはフォワード。

## 来歴
熊本YMCA、KMFC、合志中学校、大津高校を経て帝京大学に進学し、サッカー部に所属した。サッカー部を2年で退部後、FC TORIPLETTAのコーチに転身。同時に4年時は東京都社会人サッカーリーグ1部のFC新宿でプレーした。
大学卒業後にプロサッカー選手を目指してアルゼンチン・コルドバ州に渡り、2011年3月、CAラス・パルマスと契約。11月には、インスティトゥートACコルドバに練習参加したが契約に達せずアメリカ合衆国に向かう。
アメリカ合衆国、アンティグア・バーブーダでは契約を得られなかったが、4月にオーストラリアWA 1st Division所属のスワン・ユナイテッドFCとセミプロ契約。2012年シーズン限りで退団。
その後、シンガポール、マルタ、ラトビアに渡るも再び契約できず。帰国後は地元・熊本県で働きながら、社会人チーム合志PERNAでプレーを続けた。
2014年1月、フィリピン・ユナイテッド・フットボールリーグ所属のMAJ FC（2015年1月、JP Voltes FCにチーム名を変更）とプロ契約。2015年にはリーグ戦2位、Team Socceroo（1部9位）との昇格プレーオフで5ゴールをあげ、1部昇格に貢献した。また、リーグ得点王（18ゴール）も受賞した。シーズン通算23ゴール。
2015年10月合志ペルナに復帰、2016年1月カンボジアに渡るも契約できず、他チームからの話を断り帰国。
2016年3月、東京農業大学農友会サッカー部コーチ、FC TOROPLETTAコーチに就任。
2016年9月、カナダに渡り、Vancouver Island Soccer League所属のMid-Isle Marinersでプレー。
2017年リーグ1オンタリオ (カナダ3部リーグのセミプロフェッショナルリーグ)に所属するToronto Skillz FCで2試合に出場。
2017年6月、カナダサッカーリーグに所属するRoyal Toronto FCへ移籍。
2017年11月、現役引退。
引退後徳島ヴォルティス、ジュビロ磐田で通訳を務めた。

## 所属クラブ
- 熊本県立大津高等学校
- 帝京大学
- 2010年 FC新宿
- 2011年 CAラス・パルマス（スペイン語版）
- 2012年 スワン・ユナイテッドFC（英語版）
- 2013年 合志ペルナ
- 2014年 - 2015年8月 MAJ FC / JPボルテスFC
- 2016年 Mid-Isle Mariners
- 2017年 Toronto Skillz FC
- 2017年  Royal Toronto FC

## 個人成績
- 2015 United Football League Division 2 Golden Boot[11]